# Slawia Sofia
Der PFK Slawija (bulgarisch Професионален футболен клуб Славия/Profesionalen futbolen klub Slawija, deutsch Professioneller Fußballklub Slawija) ist ein Fußballverein aus Sofia, Bulgarien.

## Gründungsphase
Der Verein wurde am 10. April 1913 unter gleichzeitiger Fusion mit den Vereinen "Botew Sofija" und "Raswitie Sofija" von jungen Leuten in einem Kaffeehaus in der bulgarischen Hauptstadt als erster professioneller Klub unter dem Namen "SK Slawija Sofija" gegründet. Der Student Dimitar Blagoew wurde dabei im Alter von 21 Jahren zum ersten Präsident gewählt.
Nachdem Slawia bereits im ersten Jahr eine noch inoffizielle Meisterschaft gewinnen konnte und sich der Wettbewerb nach dem Ersten Weltkrieg neu formierte, konnte der Verein vier Jahre nach der Gründung der bulgarischen Meisterschaft des Jahres 1928 im Finale gegen Spartak Warna deutlich mit 4:0 den ersten Titel gewinnen.
Die Folgezeit bis zum Ende des Zweiten Weltkrieges ist die bis heute erfolgreichste Periode des Vereins. Mit fünf weiteren Meisterschaften in den Jahren 1930, 1936, 1939, 1941 und 1943 konnte Slawia mehr Titel einfahren als jeder andere Verein.

## Nachkriegszeit
Nach dem Krieg schloss sich der Verein mit „SK Balgarija Sofija“ und „SK Beganez Sofija“ als „NFD Slawija Sofija“ zusammen. Weitere Titel konnten der Sammlung unter der neuen Bezeichnung jedoch ebenso wenig hinzugefügt werden wie unter dem Namen „DSO Strojitel Sofija“, unter dem der Verein ab 1949 in Erscheinung trat.
Nach einer weiteren Änderung in „USS-DSO Udarnik Sofija“ im Jahr 1951 konnte zum Abschluss der Saison der Sowjetarmee-Pokal gewonnen werden und Slawia beendete somit eine fast zehnjährige Durststrecke.
Es sollten allerdings mehr als zehn weitere Jahre, vier Vize-Meisterschaften und dabei zwei weitere Umbenennungen in „GUTP-DSO Udarnik Sofija“ (1952) und „FD Slawija Sofija“ (1957) vergehen, bis der Verein 1963 mit dem zweiten Sowjetarmee-Pokal seine Trophäensammlung erweitern konnte. In den darauffolgenden Jahren konnte Slawia den Titel 1964 und 1966 zweimal verteidigen.
Nach Abschluss der Saison 1968/69 führte die kommunistische Partei des Landes zahlreiche Umstrukturierungen im bulgarischen Fußball durch und schloss Slawia mit dem bulgarischen Meister 1964 und Lokalrivalen FK Lokomotiv Sofija zusammen. Dies wurde 1971 nach nur zwei Spielzeiten rückgängig gemacht, so dass der Verein wieder unter „DFS Slawija Sofija“ seine Eigenständigkeit zurückerhielt.
Nachdem Slawia 1980 seinen sechsten und letzten Sowjetarmee-Pokal gewinnen konnte, gab sich der Verein 1986 seinen heute noch gültigen Namen „PFK Slawija Sofija“ (bzw. „FK“ zu dieser Zeit). Weitere Titel waren dem Klub bis zum Ende des Kalten Krieges nicht vergönnt.
Zwischen 1979 und 1988 hatte die Schachabteilung des Vereins die größten Erfolge. Fünfmal konnte die Mannschaft an der Mannschaftseuropameisterschaft, dem European Club Cup, teilnehmen.

## Moderne Entwicklungen seit den 1990er-Jahren
Trotz der Neuordnung der bulgarischen Fußball-Landschaft seit Beginn der 1990er-Jahre, konnte Slawia den Verlust der Vormachtstellung von ZSKA Sofia zunächst nicht ausnutzen, zudem Lewski Sofia und später weitere Vereine außerhalb Sofias als zusätzliche Konkurrenten verstärkt auftraten.
Das Jahr 1996 ist dessen ungeachtet als das erfolgreichste Jahr in der Vereinsgeschichte zu betrachten. Die bulgarische Meisterschaft, die nach 53 Jahren wieder gewonnen werden konnte, wurde sogar zu einem Double komplettiert, als Slawia im Finale des bulgarischen Pokals Lewski Sofia spektakulär mit 4:0 besiegte.
Obwohl der Verein in der Folgezeit stets in der oberen Tabellenhälfte spielte, blieb seit diesem Zeitpunkt ein weiterer Erfolg aus.

## Sportliche Erfolge
- Bulgarischer Meister (7): 1928, 1930, 1936, 1939, 1941, 1943, 1996
- Bulgarischer Pokalsieger (2): 1996, 2018
- Sowjetarmee-Pokalsieger (6): 1952, 1963, 1964, 1966, 1975, 1980
- Balkanpokal-Sieger (2): 1986, 1988

## Europapokalbilanz
| Saison  | Wettbewerb                  | Runde                  | Gegner              | Gesamt | Hin        | Rück          |
| ------- | --------------------------- | ---------------------- | ------------------- | ------ | ---------- | ------------- |
| 1963/64 | Europapokal der Pokalsieger | Vorrunde               | MTK Budapest        | 1:2    | 0:1 (A)    | 1:1 (H)       |
| 1964/65 | Europapokal der Pokalsieger | Vorrunde               | Cork Celtic         | 3:1    | 1:1 (H)    | 2:0 (A)       |
| 1964/65 | Europapokal der Pokalsieger | 1. Runde               | FC Lausanne-Sport   | 4:5    | 1:0 (H)    | 1:2 (A)       |
| 1964/65 | Europapokal der Pokalsieger | 1. Runde               | FC Lausanne-Sport   | 4:5    | 2:3 in Rom |               |
| 1966/67 | Europapokal der Pokalsieger | 1. Runde               | Swansea Town        | 5:1    | 1:1 (A)    | 4:0 (H)       |
| 1966/67 | Europapokal der Pokalsieger | 2. Runde               | Racing Straßburg    | 2:1    | 0:1 (A)    | 2:0 (H)       |
| 1966/67 | Europapokal der Pokalsieger | Viertelfinale          | Servette Genf       | 3:1    | 0:1 (A)    | 3:0 (H)       |
| 1966/67 | Europapokal der Pokalsieger | Halbfinale             | Glasgow Rangers     | 0:2    | 0:1 (H)    | 0:1 (A)       |
| 1968/69 | Messestädte-Pokal           | 1. Runde               | FC Aberdeen         | 0:2    | 0:0 (H)    | 0:2 (A)       |
| 1969/70 | Messestädte-Pokal           | 1. Runde               | FC Valencia         | 3:1    | 2:0 (H)    | 1:1 (A)       |
| 1969/70 | Messestädte-Pokal           | 2. Runde               | FC Kilmarnock       | 3:4    | 1:4 (A)    | 2:0 (H)       |
| 1970/71 | Messestädte-Pokal           | 1. Runde               | Hajduk Split        | 1:3    | 0:3 (A)    | 1:0 (H)       |
| 1972/73 | Europapokal der Pokalsieger | 1. Runde               | FC Schalke 04       | 2:5    | 1:2 (A)    | 1:3 (H)       |
| 1973/74 | UEFA-Pokal                  | 1. Runde               | Dinamo Tiflis       | 3:4    | 1:4 (A)    | 2:0 (H)       |
| 1975/76 | Europapokal der Pokalsieger | 1. Runde               | SK Sturm Graz       | 2:3    | 1:3 (A)    | 1:0 (H)       |
| 1980/81 | Europapokal der Pokalsieger | 1. Runde               | Legia Warschau      | 3:2    | 3:1 (H)    | 0:1 (A)       |
| 1980/81 | Europapokal der Pokalsieger | 2. Runde               | Sparta Prag         | 3:2    | 0:2 (A)    | 3:0 (H)       |
| 1980/81 | Europapokal der Pokalsieger | Viertelfinale          | Feyenoord Rotterdam | 3:6    | 3:2 (H)    | 0:4 (A)       |
| 1982/83 | UEFA-Pokal                  | 1. Runde               | FK Sarajevo         | 4:6    | 2:2 (H)    | 2:4 (A)       |
| 1988/89 | UEFA-Pokal                  | 1. Runde               | Partizan Belgrad    | 00:10  | 0:5 (A)    | 0:5 (H)       |
| 1990/91 | UEFA-Pokal                  | 1. Runde               | Omonia Nikosia      | 4:5    | 2:1 (H)    | 2:4 n. V. (A) |
| 1991/92 | UEFA-Pokal                  | 1. Runde               | CA Osasuna          | 1:4    | 1:0 (H)    | 0:4 (A)       |
| 1995/96 | UEFA-Pokal                  | Vorrunde               | Olympiakos Piräus   | 0:3    | 0:2 (H)    | 0:1 (A)       |
| 1996/97 | UEFA-Pokal                  | Vorrunde               | FK Inkaras Kaunas   | 5:4    | 4:3 (H)    | 1:1 (A)       |
| 1996/97 | UEFA-Pokal                  | Qualifikation          | FC Tirol Innsbruck  | 2:5    | 1:1 (H)    | 1:4 (A)       |
| 2016/17 | UEFA Europa League          | 1. Qualifikationsrunde | Zagłębie Lubin      | 1:3    | 1:0 (H)    | 0:3 (A)       |
| 2018/19 | UEFA Europa League          | 1. Qualifikationsrunde | Tampereen Ilves     | 3:1    | 1:0 (A)    | 2:1 (H)       |
| 2018/19 | UEFA Europa League          | 2. Qualifikationsrunde | Hajduk Split        | 2:4    | 0:1 (A)    | 2:3 (H)       |
| 2020/21 | UEFA Europa League          | 1. Qualifikationsrunde | FK Kukësi           | 1:2    | 1:2 (A)    |               |

Gesamtbilanz: 56 Spiele, 19 Siege, 8 Unentschieden, 29 Niederlagen, 64:92 Tore (Tordifferenz −28)

## Sonstiges
- Slawia Sofia ist der einzige bulgarische Verein, der an allen nationalen Meisterschaften seit der Einführung 1924 teilgenommen hat.
- Slawias größter internationaler Erfolg ist das Erreichen des Halbfinals im Europapokal der Pokalsieger 1967, in dem man den Glasgow Rangers unterlag.

## Ehemalige Spieler
- Aleksandar Schalamanow (1962–1974 Spieler, 1983–1984 Trainer)
- Boschidar Grigorow (1967–1979)
- Andrej Scheljaskow (1971–1981, 1984–1985, 1988–1989)
- Marian Christow (1994–1995)
- Russi Petkow (1998–2000)
- Assen Karaslawow (2001–2007)
- Tschawdar Jankow (199?–2002) Jugend, (2002–2005, 2012–2014) Spieler